# Fossundecima
La fossundecima (gen. Fossundecima) è un anellide estinto, appartenente ai policheti. Visse nel Carbonifero medio (circa 320 milioni di anni fa). I suoi resti sono stati ritrovati in Nordamerica, nel ben noto giacimento di Mazon Creek (Illinois).

## Descrizione
Questo piccolo anellide non raggiungeva i 5 centimetri di lunghezza, e possedeva un corpo corto e piuttosto largo. I segmenti erano relativamente pochi se raffrontati con quelli degli altri policheti. Il capo era dotato di tre corte antenne e quattro lunghi cirri a forma di tentacoli. Le mascelle avevano una caratteristica forma triangolare, con un bordo interno dentellato. I parapodi erano biramati, e possedevano un corto ciuffo di setole su ogni ramo.

## Classificazione
La fossundecima appartiene ai policheti, una classe di anellidi attualmente molto diffusa nei mari. L'ordine a cui appartiene questo animale, i fillodocidi (Phyllodocida), è ancora ben rappresentato e nel Carbonifero era già piuttosto diffuso (Didontogaster, Hystriciola, Astreptoscolex, Dryptoscolex). La specie più nota di Fossundecima è F. koneckniorum, proveniente da Mazon Creek.

## Stile di vita
La fossundecima era un polichete predatore, che probabilmente si cibava di una grande varietà di minuscoli animali. Alcuni esemplari conservano al loro interno i resti di piccoli invertebrati come gli ostracodi, ingeriti dall'animale in vita.